# 大卫·纳瓦拉
达维德·纳瓦拉（David Navara，1985年3月27日—），捷克国际象棋棋手，也是目前捷克排名最高的棋手。2002年获国际象棋特级大师称号。
纳瓦拉是七届捷克国际象棋全国冠军（2004年、2005年、2010年、2012年、2013年、2014年、2015年），还获得过2014年欧洲国际象棋超快棋锦标赛冠军。